# José Montiel
José Arnulfo Montiel Núñez (Assunção, 19 de março de 1988) é um futebolista paraguaio que atualmente joga na Reggina.